# Artur Skrede
Artur Skrede, född 1908, död 1975, norsk officer i Frälsningsarmén 1935 - 1940 varefter han blev kommunfullmäktige i Bergen. Tonsättare.

## Sånger
- Sänd honom bud, vars namn är Jesus Krist